# Зауцин
Зауцин (нем. Sauzin) — община в Германии, в земле Мекленбург-Передняя Померания.

## Географическое положение
Община расположена на западе острова Узедом, на побережье бухты Ахтервассер. Зауцин находится приблизительно одним километром юго-восточнее Вольгаста и в восьми километрах юго-западнее Цинновца. Община расположена целиком на территории национального парка «Узедом» (нем. Naturpark Usedom).

## Административное деление
Зауцин входит в состав района Восточная Передняя Померания. До 1 января 2005 года посёлок входил в состав управления «Вольгаст-Ланд» (нем. Amt Wolgast-Land), но настоящее время подчинён управлению «Ам Пенестром» (нем. Amt Am Peenestrom), со штаб-квартирой в Вольгасте.
Идентификационный код субъекта самоуправления — 13 0 59 088.
Площадь занимаемая административным образованием Зауцин, составляет 6,61 км².
В настоящее время община подразделяется на два сельских округа.
- Зауцин (нем. Sauzin)
- Цимиц (нем. Ziemitz)

## Население
По состоянию на 30 июня 2006 года население общины составило 415 человек.
Средняя Плотность населения таким образом равна: 63 человека на км².

## История
Первые упоминания о поселении датируются 12 августа 1230 года, в которых селение обозначено как «Zobesino». Причисленный сегодня к Зауцину Цимиц упоминается несколько позже, в 1309 году под названием «Snmitz». После окончания тридцатилетней войны Зауцин перешёл под шведское господство, а с 1720 года входил в состав Пруссии. После окончания второй мировой войны Зауцин вместе со всей Передней Померанией являлся частью ГДР, а с 1990 года вошёл в состав федеральной земли Мекленбург-Передняя Померания.
Исторически Зауцин всегда был очень тесно связан с Вольгастом, являясь по сути его предместьем. Собственное же развитие общины началось лишь с конца XIX века. Основным видом деятельности жителей общины традиционно являлось сельское хозяйство, однако в последнее время в посёлке появились небольшие предприятия.

## Транспорт
Зауцин находится в отдалении от крупных автомобильных и железнодорожных магистралей. Так двумя километрами севернее общины проходит федеральная дорога 111 (нем. Bundesstraße 111 (B 111)), выезд на которую организован в трёх километрах к северо-востоку от посёлка. Параллельно автодороге расположен участок железной дороги Цюссов — Вольгаст — Херингсдорф (Альбек) (ближайшая остановка Вольгаст Феере (нем. Wolgast Fähre)).